# Edvin Kallstenius
Edvin Kallstenius, född 29 augusti 1881 i Filipstads församling, Värmlands län, död 22 november 1967 i Stocksund, Danderyds församling, Stockholms län, var en svensk tonsättare, musikkritiker och -skriftställare.  Han var far till Alfhild Kallstenius-Åhman samt kusin till konstnären Gottfrid Kallstenius, till zoologen Evald Kallstenius och till filologen Gottfrid Kallstenius.

## Biografi
Kallstenius studerade naturvetenskap vid Lunds universitet, men bytte inriktning och bedrev i stället musikstudier vid Musikkonservatoriet i Leipzig under Stephan Krehl 1904–1907. Han arbetade på Sveriges Radio som musikbibliotekarie 1928–1957.
Kallstenius var en av Sveriges tidiga modernister. Väcktes musikaliskt av Ludwig van Beethoven och Franz Schubert, men fick en stor omvälvande upplevelse av operan Der ferne Klang av Franz Schreker. Bland Kallstenius talrika verk finns symfonier, sinfoniettor, kammarmusik och sånger.

## Verkförteckning
- Op. 1 – Stråkkvartett nr 1 (1904)
- Op. 2 – Stråkkvartett nr 2 (1905)
- Op. 3 – 2 Sånger: ”Lykken mellem to Mennesker” och ”Maanens Klage” (1907)
- Op. 4 – Scherzo fugato för orkester (1923)
- Op. 4a – Fuga pastorale för orgel (1907)
- Op. 5 – Allegro sinfonico (Sista striden), tragisk ouvertyr (1908)
- Op. 6 – Sonat för violoncell och piano (1907)
- Op. 7 – Sonat för violin och piano (1907)
- Op. 8 – Stråkkvartett nr 3 (1914)
- Op. 9 – Fyra sånger: ”Minnas”, ”Höbärgningen”, ”Barnaftonbön” och ”Välkommen åter, snälla sol”) (ca 1916)
- Op. 10 – En serenad i sommarnatten, symfonisk dikt (1918)
- Op. 11 – När vi dö, ett svenskt requiem för blandad kör och orkester (1919)
- Op. 12 – Pianokonsert, Sinfonia concertata (1922)
- Op. 13 – Sinfonietta nr 1 för orkester (1923)
- Op. 14 – Stråkkvartett nr 4, Divertimento alla Serenata (1925)
- Op. 15 – 3 Sånger: ”Karin Månsdotters vaggvisa för Erik XIV”, ”Reisesegen” och ”Gunhild” (ca 1920)
- Op. 16 – Symfoni nr 1 i Ess-dur (1926)
- Op. 17 – Klarinettkvintett (1929–30)
- Op. 18 – Dalarapsodi för orkester (1931)
- Op. 19 – Lustspelsuvertyr för orkester (1934)
- Op. 20 – Symfoni nr 2 i f-moll (1935)
- Op. 21 – 3 Dansstudier för orkester (1935)
- Op. 22 – Dalslandsrapsodi för orkester (1936)
- Op. 23b – Svit för 9 instrument (1949)
- Op. 24 – Romantico, ouvertyr för orkester (1938)
- Op. 25 – Passacaglia och variationer över ett rokokotema (”Gubben Noak”) (1939)
- Op. 26 – Högtid och fest för orkester (1940)
- Op. 27 – Musica gioconda, serenad för stråkorkester (1942)
- Op. 28 – Liten Falu-musik, variantsvit ur ett krönikespel (1942)
- Op. 29a – Divertimento för flöjt, klarinett, horn och fagott (1943)
- Op. 29b – Divertimento da camera (1943)
- Op. 30 – Cavatina för viola och orkester (1943)
- Op. 31 – Passacaglia enarmonica (1943)
- Op. 32 – Sångoffer, solokantat för baryton och orkester (1944)
- Op. 33 – Stråkkvartett nr 5 (1945)
- Op. 34 – Sinfonietta nr 2 (1946)
- Op. 35 – Variationer över ett tema av Kraus (1947)
- Op. 36 – Symfoni nr 3 (1948)
- Op. 37 – Förändringar av en barnvisa för piano (1949)
- Op. 38 – Stjärntändningen för kammarkör och orkester (1944)
- Op. 39 – Trio divertente för flöjt, violin och viola (1950)
- Op. 40 – Cellokonsert (1951)
- Op. 41 – Stråkkvartett nr 6 (1953)
- Op. 42 – Musica sinfonica (1953)
- Op. 43 – Symfoni nr 4 (Sinfonia a fresco) (1953–54)
- Op. 44 – Nytt vin i gamla läglar (1954)
- Op. 45 – Hymen, o, Hymenaios, forngrekisk bröllopskantat för 3 soli, blandad kör och orkester (1955)
- Op. 46 – Sinfonietta dodicitonia (1956)
- Op. 47a – Piccolo trio seriale för flöjt, engelskt horn och klarinett (1956)
- Op. 47b – Piccolo trio seriale för violin, viola och klarinett (1957)
- Op. 48 – Coreographic suite för orkester (1957)
- Op. 49 – Stråkkvartett nr 7 (1957)
- Op. 50 – Sinfonietta semi-seriale (1958)
- Op. 51 – Trio svagente för klarinett, horn och cello (1959)
- Op. 52 – Symfoni nr 5, Sinfonia ordinaria ma su temi 12-tonici (1960)
- Op. 53 – Sonat för violoncell (1961)
- Op. 54 – Stråkkvartett nr 8 (1962)
- Op. 55 – Lyrisk svit för flöjt, saxofon eller klarinett och cello (1960)
- Op. 56 – 3 sånger för manskör: ”Människors möte”, ”Förtvivlan” och ”Försvunnen rymd” (1963)
- Op. 57 – Sonata biforma för flöjt (1962)
- Op. 58 – Äktenskap, svit av tre duetter för sopran, tenor, flöjt, klarinett och stråktrio: ”Program”, ”Psalm för älskande” och ”Äktenskap” (ca 1964)
- Op. 59 – Två stycken i följd för cello och piano (1963)
- Op. 60 – Knoppningsbikt i kvinnodikt, fyra körsånger i följd (1964)
- Op. 61 – Stråktrio (1965)
- Op. 62 – Sonat för violin (1965, rev. 1967)
- Op. 63 – Prologo seriale för orkester (1966)